# Rexhai Surroi
Rexhai Surroi (ur. 8 czerwca 1929, zm. 22 grudnia 1988 w Hiszpanii) – pochodzący z Kosowa jugosłowiański dziennikarz, pisarz i dyplomata, były piłkarz.

## Życiorys
Ukończył studia na Wydziale Prawa Uniwersytetu Belgradzkiego.
Uprawiał aktywnie piłkę nożną, następnie pracował jako dziennikarz i redaktor tygodnika Zani i Rinis. Pracował również w Radiu Prisztina, którego w latach 60. został dyrektorem.
W 1971 roku został mianowany na ambasadora Socjalistycznej Federacyjnej Republiki Jugosławii w Boliwii. W latach 1977-1981 mieszkał w mieście Meksyk, pełniąc funkcję ambasadora Jugosławii w Meksyku z akredytacją w Hondurasie i Kostaryce.
W latach 1983-1985 był dyrektorem generalnym czasopisma Rilindja.
W latach 1985-1988 był ambasadorem Jugosławii w Hiszpanii; zmarł w trakcie pełnienia tej funkcji.
Był autorem wielu albańskojęzycznych utworów literackich, m.in. Besniku, Dashunija dhe urrejtja, Pranvera e tretë i dwutomowy utwór Orteku.

## Życie prywatne
Był ojcem Vetona i Flaki.